# Kamalganj
Kamalganj es  un pueblo y nagar Panchayat situado en el distrito de Farrukhabad en el estado de Uttar Pradesh (India). Su población es de 15477 habitantes (2011). 

## Demografía
Según el  censo de 2011 la población de Kamalganj era de 15477 habitantes, de los cuales 8248 eran hombres y 7229 eran mujeres. Kamalganj tiene una tasa media de alfabetización del 76,42%, superior a la media estatal del 67,68%: la alfabetización masculina es del 81,93%, y la alfabetización femenina del 70,13%.